# Зимёнки (обсерватория)
Радиоастрономическая станция «Зимёнки» — недействующая обсерватория, основанная в 1947 году в деревне Зимёнки Кстовского района Нижегородской области (Россия). Принадлежит Научно-исследовательскому радиофизическому институту.
До консервации станции в 2000-х годах на её территории находилось несколько радиотелескопов; самый большой — РТ-15-1, — по рассказам очевидцев и коренных жителей, можно было увидеть с Волги. В настоящее время сохранился лишь один радиотелескоп — РТ-15-2. По состоянию на начало 2010-х годов все объекты и здания были заброшены, территория не охранялась.
С 2014 года на станции, на базе существующего радиотелескопа РТ-15-2, реализуется проект по использованию радиосвязи на УКВ, в том числе по технологии EME с использованием Луны в качестве отражателя (пассивного ретранслятора). В рамках проекта огорожена и взята под охрану площадка оставшегося радиотелескопа и здания обслуживания, проводятся работы по восстановлению инфраструктуры, оборудования.

## Руководители обсерватории
- Т. С. Подстригач — руководитель лаборатории (станции)[1]

## Инструменты обсерватории
- Радиотелескоп РТ-15-1 (демонтирован около 2008 года) — полноповоротный
- Радиотелескоп РТ-15-2 — полноповоротный
- Стандартная импульсная ионосферная станция или ионосферная антенна для воздействия на ионосферу мощным непрерывным излучением с эффективной мощностью 15 МВт (вступила в строй весной 1973 года, на данный момент разрушена)[2]
- Серия малых параболических радиотелескопов (менее 15 метров в диаметре, на данный момент разрушены)
- Приёмный пункт РСДБ в составе международной сети РСДБ
- Радиотелескоп Крауса — неподвижное прецизионное параболическое зеркало размером 25 м х 2 м[3], работает в миллиметровом (1—4 мм) диапазоне волн.
- Среднебазовый радиоинтерферометр НИРФИ «Старая Пустынь (РТ-14) — Зимёнки (РТ-15)»[4]

## Направления исследований
- Физика солнечных вспышек
- Радиомониторинг солнечной активности на базе комплекса малых радиотелескопов
- Исследование крупномасштабных неоднородностей в солнечной короне и межпланетной среде
- Динамика нижней атмосферы Земли — турбулентность, конвекция, внутренние гравитационные волны
- Ионосфера Земли
- Сейсмология
- Экология

## Интересные факты
- В 1964 году при помощи радиотелескопов обсерватории через космос были приняты телеграфные сообщения и изображение из английской обсерватории «Джодрелл Бэнк» в первом международном эксперименте в области исследований космического пространства — радиосвязи между английской обсерваторией и станцией НИРФИ «Зимёнки» через спутник-ретранслятор «Эхо-2», запущенный США[2].
- В 1968—1969 годах в Зимёнках на РТ-15 проводились наблюдения по программе «Галактика» — поиск узкополосных радиосигналов от инопланетных цивилизаций (SETI). Исследовались 11 звёзд солнечного типа, расположенных в радиусе 100 световых лет от Солнца, и галактика М31 (Галактика Андромеды)[5].